# Rauschunterdrückungsverfahren
Rauschunterdrückungsverfahren (englisch Noise Reduction, Noise Cancellation oder Squelch) sind technische Verfahren im Bereich der Signalverarbeitung, welche das Ziel haben, das meist unerwünschte Rauschen in einem Nutzsignal zu verringern. Dazu werden im Signal mit auf die Anwendung abgestimmten Filtern bestimmte Frequenzanteile unterdrückt oder verstärkt. Anwendungsbereiche sind unter anderem die Audiotechnik bei Sprache und Musik, allgemein die Akustik, oder die Bildverarbeitung, um das Rauschen von Bildsensoren zu minimieren. Entsprechende Filterfunktionen können aber auch in Bereichen der Mechanik wie z. B. der Hydraulik Verwendung finden.
Je nach Anwendungsbereich werden Rauschunterdrückungsverfahren auch als Rauschfilter oder als Störfilter bezeichnet.

## Anwendungsbereiche

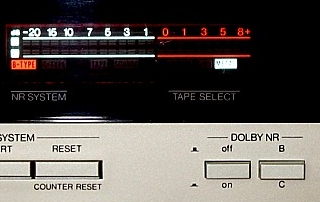
Frontplatte eines Denon-Cassettenrecorders aus den 1980er Jahren. Rechts unter der Anzeige die Tasten zum Einschalten des Rauschunterdrückungssystems Dolby B oder Dolby C

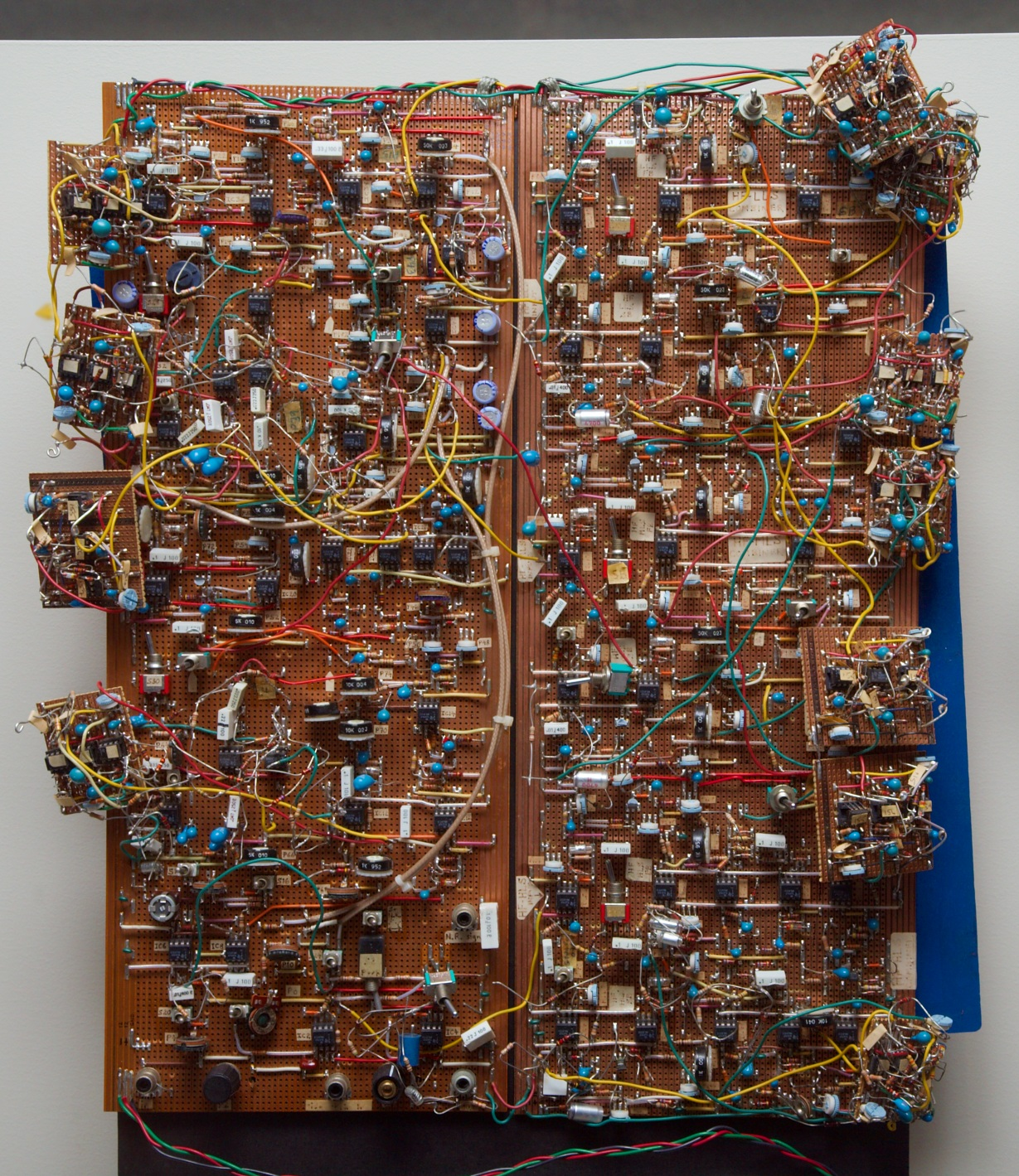
Prototypelektronik, Dolby-SR

### Audiotechnik
Dabei unterscheidet man zwischen dynamischen und statischen Verfahren. In der Digitaltechnik, also zum Beispiel bei Audio-CDs oder der Musikspeicherung im MP3-Format, sind solche Verfahren wegen der prinzipbedingten fast völligen Rauschfreiheit nur noch in Spezialfällen, etwa bei starker Komprimierung notwendig. Haupteinsatzgebiete von analogen Rauschunterdrückungsverfahren waren die Tonaufzeichnung auf Schallplatten, Tonbandgeräten und Kassettenrekordern. In den Bereichen Rundfunk und Sprechfunk, die zum Teil noch auf Analogtechnik basieren, sind solche Verfahren immer noch weit verbreitet.

#### Pre-Emphasis
Die Hörschwelle ist zwischen 1 kHz und 5 kHz besonders niedrig, deshalb wirkt Rauschen in diesem Bereich besonders störend. Der Abstand zwischen dem Signalpegel und dem Rauschen kann vergrößert werden, wenn man bei der Aufnahme den oberen Bereich des Tonfrequenzspektrums überbetont. Bei der Wiedergabe wird der ursprüngliche Frequenzgang des Tonsignals wiederhergestellt und dabei das Rauschen mit abgesenkt. Im UKW-Rundfunk wird mit diesem Verfahren gearbeitet.
Ein weiteres Beispiel dafür ist die RIAA-Kennlinie für analoge Schallplatten. Durch dieses Verfahren werden hochfrequente Störanteile deutlich verringert, und deshalb erinnert das verbleibende, eher tieffrequente Störgeräusch an ein Rumpeln.

#### Kompanderverfahren
Bei dem Kompanderverfahren werden bestimmte Frequenzen abhängig von ihrem Eingangspegel verschieden stark angehoben, bevor sie gespeichert oder übertragen werden, und bei der Wiedergabe entsprechend entzerrt. Der erzielte Rauschunterdrückungseffekt ist erheblich. Dieses Verfahren wird von den bekannten Rauschunterdrückungsverfahren Dolby B (anfangs „Dolby System“ oder „Dolby NR“ genannt), C und S (im Studio auch noch Dolby A und SR) sowie den weniger bekannten A.D.R.E.S.(Toshiba), (Super)ANRS (JVC), dbx, SuperD (Sanyo) und HighCom, HighCom II sowie telcom c4 verwendet und erlangte weltweite Verbreitung, vor allem bei Tonbandgeräten, Kassettenrekordern und Videorekordern. Eine hohe Bedeutung bei der analogen Satelliten-TV-Übertragung erlangte auch das Wegener Panda-1 Verfahren.

#### Sprechfunk
Damit empfangsbereite analoge Sprechfunkgeräte in Sprechpausen oder bei sehr schwachem Empfang nicht rauschen, besitzen sie eine Rauschunterdrückung („Squelch“), die den Audio-Teil stummschaltet, sobald das von der Antenne empfangene Signal einen einstellbaren Grenzwert unterschreitet.
Auch die zulassungsfreien Handfunkgeräte (PMR-Funk – Private Mobile Radio) werden standardmäßig mit aktivierter Rauschunterdrückung betrieben, die sich aber abschalten lässt.

### Bildverarbeitung
Rauschen ist eine zufällige Variation der Bildintensität. Es kann zum Zeitpunkt der Aufnahme oder Bildübertragung erzeugt werden. Rauschen bedeutet, dass die Pixel im Bild unterschiedliche Intensitätswerte anstelle der tatsächlichen Pixelwerte zeigen, die aus dem Bild erhalten werden.
Das Rauschunterdrückungsverfahren ist der Prozess des Entfernens oder Reduzierens des Rauschens aus dem Bild. Die Algorithmen reduzieren oder entfernen die Sichtbarkeit des Rauschens, indem sie das gesamte Bild glätten und Bereiche in der Nähe von Kontrastgrenzen belassen. Diese Methoden können jedoch feine Details mit geringem Kontrast verdecken. Die häufigsten Arten von Rauschen, die im Bild auftreten, sind Impulsrauschen, additives Rauschen und multiplikatives Rauschen. Bildrauschen kann auch durch Filmkörnung und durch das unvermeidbare Schrotrauschen eines idealen Photodetektors entstehen. Bildrauschen ist ein unerwünschtes Nebenprodukt des aufgenommenen Bildes.
Verschiedene Faktoren können für Bildrauschen verantwortlich sein. Die Anzahl der im Bild verfälschten Pixel entscheidet über die Quantifizierung des Rauschens. Die Hauptquellen im digitalen Bild sind:
- Der Bildsensor kann während der Bildaufnahme durch Umgebungsbedingungen beeinflusst werden.
- Unzureichende Lichtverhältnisse und Sensortemperaturen können das Bildrauschen verursachen.
- Interferenzen im Übertragungskanal können das Bild ebenfalls verfälschen.
- Wenn sich Staubpartikel auf dem Scannerbildschirm befinden, können sie auch Bildrauschen verursachen.

Rauschen ist eine Verschlechterung des Bildsignals, die durch externe Störungen verursacht wird. Wenn ein Bild elektronisch über Satellit oder drahtlos oder über Netzwerkkabel von einem Ort zum anderen gesendet wird, können Fehler im Bildsignal auftreten. Diese Fehler werden je nach Art der Signalstörung auf unterschiedliche Weise auf dem Bildausgang angezeigt.
In der Bildverarbeitung reduzieren Rauschunterdrückungsverfahren ungewollte Störungen, wie z. B. das Rauschen von Bildsensoren, und vereinfachen damit die Analyse oder Bearbeitung des Bilds.
Zum Beispiel können bei der Bildverbesserung mittels digitaler Signalverarbeitung mehrere Aufnahmen des gleichen Objekts gemacht und anschließend – entlang der Zeitachse – tiefpassgefiltert werden. Dadurch entfernt man Rauschen, aber auch Objekte (z. B. vorbeilaufende Menschen), die nur in wenigen Bildern auftauchen. So ist auch bei Unterbelichtung und dunklen Quellbildern, die zu einem hohen Rauschanteil im Bild führen würden, noch ein akzeptables Ergebnis erzielbar.

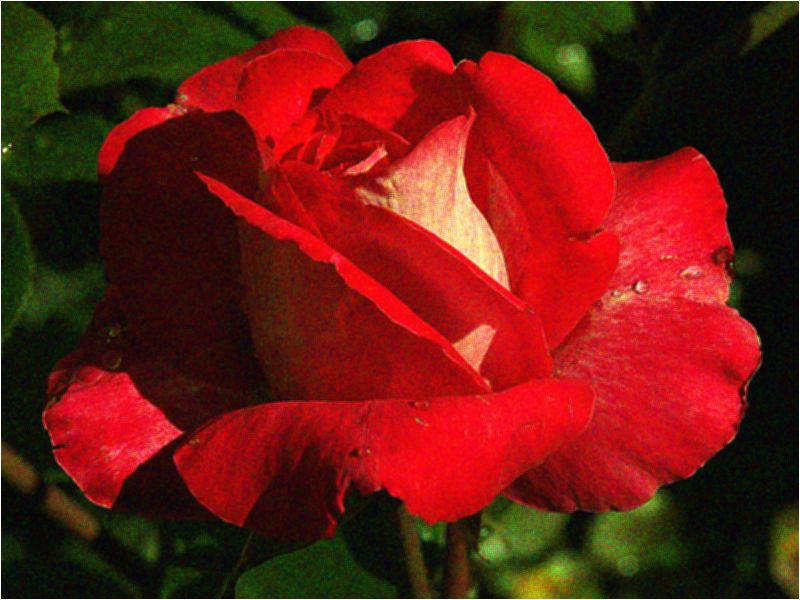
Aufgehelltes Quellbild 1 von 10 mit viel Rauschen
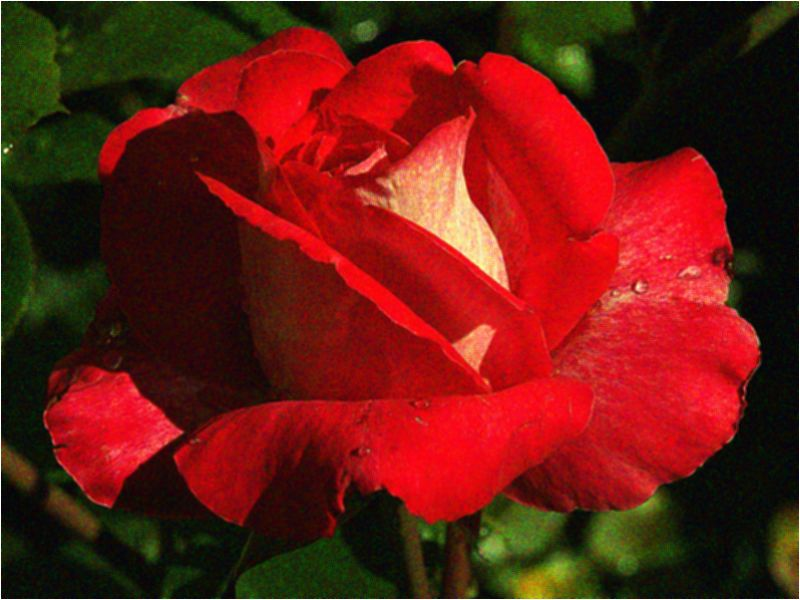
Aufgehelltes Quellbild 2 von 10 mit viel Rauschen
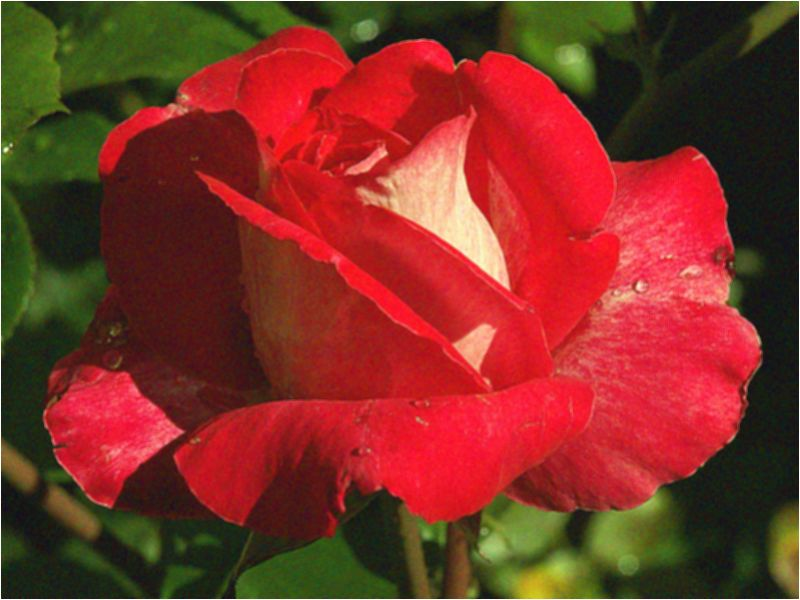
Gemittelte Quellbilder als aufgehelltes Summenbild mit weniger Rauschen
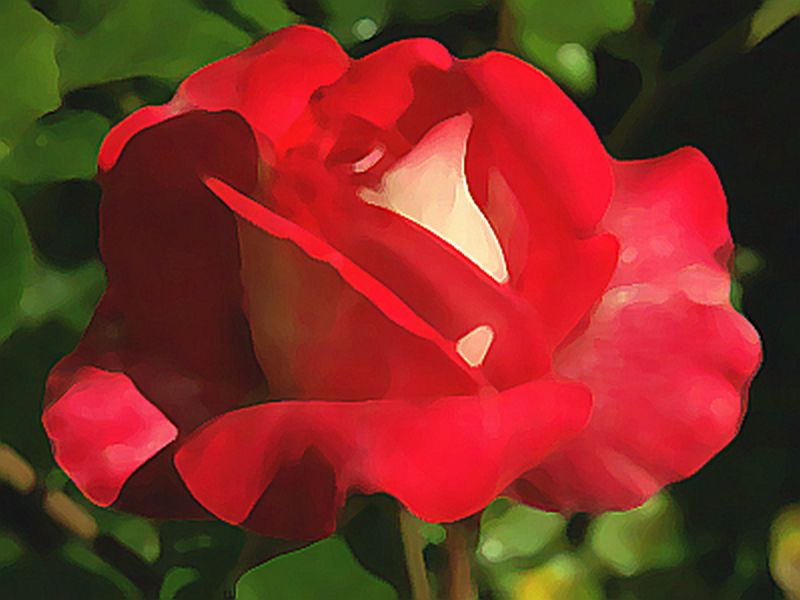
Prozessiertes entrauschtes Bild als Hilfsbild
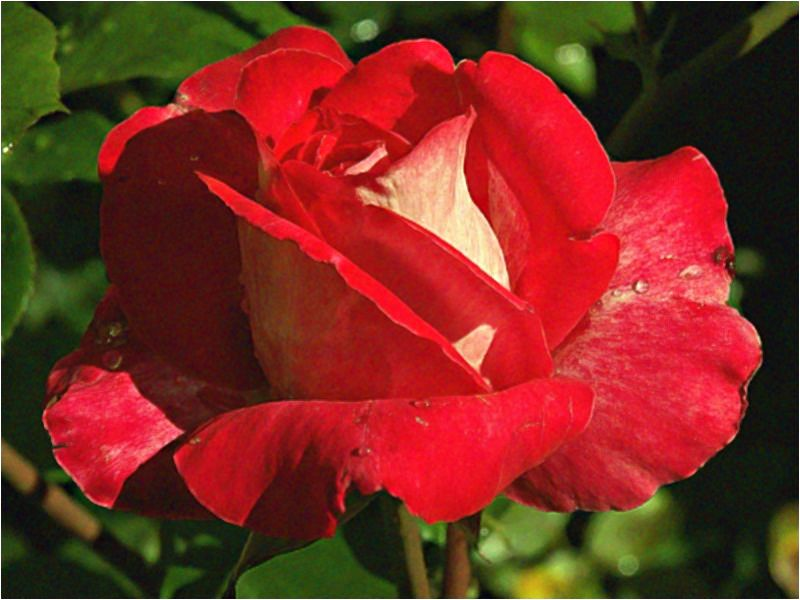
Gemitteltes Endbild mit optisch weniger Rauschen als 2

## Methoden
Ein Mittel zur Realisierung der Filterfunktion ist die Fourieranalyse mit anschließender selektiver Filterung und Rücktransformation mittels der Fouriersynthese. Dabei wird die eigentliche Funktion des Filters, sie stellt eine Faltungsoperation der Übertragungsfunktion mit dem Signal dar, nicht direkt ausgeführt, sondern im Spektralbereich als Multiplikation mit Kombination einer Schnellen Faltung. Zur Implementierung wird dazu die Schnelle Fourier-Transformation (FFT) basierend auf der Diskreten Fourier-Transformation (DFT) eingesetzt.
Im folgenden Beispiel wird die Filterung im Spektralbereich anhand eines eindimensionalen Signals, wie es beispielsweise in der Audiotechnik vorkommt, verdeutlicht:
| Zeitlicher Verlauf des Signals                                                        |  |
|                                                                                       |  |
| Transformation des zeitlichen Signalverlaufs zum Frequenzverlauf                      |  |
|                                                                                       |  |
| ← Filterung →                                                                         |  |
|                                                                                       |  |
| Rücktransformation vom Frequenzverlauf der gefilterten Signale zum zeitlichen Verlauf |  |
|                                                                                       |  |